# ساوی شیلدز
 ساوی شیلدز (به انگلیسی: Savvy Shields) (زاده ۱ ژوئیه ۱۹۹۵) مدل و ملکه 
زیبایی اهل آمریکا است.
او در سال ۲۰۱۶ به نمایندگی از آرکانزاس برنده دوشیزه آمریکا شد.